# Вила Нотари (Терамо)
Вила Нотари (итал. Villa Notari) је насеље у Италији у округу Терамо, региону Абруцо.
Према процени из 2011. у насељу је живело 38 становника. Насеље се налази на надморској висини од 207 м.